# Eleccions legislatives senegaleses de 2022
El 31 de juliol de 2022 es van celebrar eleccions legislatives al Senegal.
La coalició Units per l'Esperança, del president Macky Sall, va sortir vencedora, però va perdre la majoria absoluta d'escons que ostentava des de les eleccions del 2012.